# Leptotarsus (Chlorotipula) viridis
Leptotarsus (Chlorotipula) viridis is een tweevleugelige uit de familie langpootmuggen (Tipulidae). De soort komt voor in het Australaziatisch gebied.